# 宽叶展毛银莲花
宽叶展毛银莲花（学名：Anemone demissa var. major）为毛茛科银莲花属下的一个变种。